# Дан Колов
Дан Колов (пълно име Дончо Колев Денев) е български борец и кечист.
Дан Колов практикува в своята кариера кеч и борба, които се различават по своите правила и характер. Води професионални и аматьорски битки. Той е първият европейски шампион на България по борба свободен стил. Печели европейското злато през 1936 г. на шампионата в Париж, с което взема второто такова отличие за България след световната титла на Никола Петров (класически стил) от 1900 г.
Най-важните спечелени шампионати и турнири на Дан Колов са:
- Турнир в Япония – 1924 г.
- Носител на „Диамантен пояс“ в тежка категория при професионалистите[3]
- Трикратен европейски шампион тежка категория при професионалистите – 6 април 1934 г. (Париж), 19 септември 1937 г. (София),[4] 1936/1937 (Гърция).[5]

## Псевдоними
След 1914 г., по предложение на мениджъра си Деви Харисон Хеметенд, Дончо променя името си на Дан Колов, което да не звучи така чуждо на публиката, която прави и асоциация с „колос“ (великан).
През 1933 г., на големия турнир по кеч в Париж, Франция Дан Колов бива назован от парижки вестник като „Кинг Конг“, по името на гигантската и свръхсилна човекоподобна маймуна от популярния по онова време филм. След мача му с Анри Деглан го наричат така и в парижкия вестник „Ентрансижан“ (в броя от 7 март). Наричан е и „Кралят на кеча“, както и „Балканският лъв“.

## Биография

### Ранни години
Дончо Колев Денев е роден на 26 декември 1892 г. в село Сенник (тогава Чадърлии), община Севлиево. Дончо има брат. Той е едва на 7 години, когато умира баща му от туберкулоза, което налага да стане воловар (пастир на волове), за да се прехранва. Напуска страната през 1905 г. и заминава за Унгария. Работи като градинар в Будапеща. През 1909 г. се среща с българския борец Никола Петров, който го съветва да замине за Съединените американски щати. За да се издържа, се занимава с всякаква работа – хамалин, строител в железниците, миньор.

### Спортист в чужбина
Започва кариерата си на борец първо в организираните сред работниците борби. Следва победа в цирк „Виктория“ от 1914 г., когато директорът на цирка кани хора от публиката да премерят сили на арената със звездата Джеф Лоуренс – Циклопа. Дончо приема предизвикателството и успява да победи 106-килограмовия борец.
Дан Колов си урежда професионални борби, чрез мениджъра си Деви Харисон Хеметенд и побеждава много от известните по онова време кечисти – Джеф Лорънс, Збишко Циганевич, Джак Ширей, наричан още „Човекът светкавица“, Руди Дусек, Джо Стекър, Стренглър Люис, Джим Браунинг и др. Става професионален борец на 26-годишна възраст (1917 г.). Кечистът е висок 178 см и тежи 105 кг.
През 1924 г. е поканен на турнир в Япония, където паметна остава победата му над Джики Хигън – „Удушвача“ – идола на японската борба, непобеждаван като професионалист. След тази схватка тълпата прави опит да го убие, както и преди срещата му с Джики.
През 1933 г. е поканен от Раул Паоли, директорът на Пале де Спорт, на големия турнир по кеч в Париж. Дан Колов побеждава наред всички свои противници – Стефан Савич (Стеф Савадж), Юсуф Мехмедов, Ригуло, но на финала е болен и губи от френския шампион Анри Деглан – „Човекът с хилядата хватки“. Наричат го „Кинг Конг“, „Кралят на кеча“ и „Балканският лъв“. За неизвестния за българския народ Дан Колов пишат кореспондентите на големите софийски вестници „Зора“ и „Утро“.
Следва покана в Брюксел, Белгия, да се бори с португалския шампион на свободна борба Мигуеле д’Оливера. Дан Колов побеждава 122-килограмовия португалец. Завръща се в Париж, откъдето заминава за Австралия, където побеждава Оле Риан и му отнема титлата австралийски шампион. В Нова Зеландия побеждава шампиона на Великобритания Джорж Уокър. Участва в мачове в Африка.
През 1934 г. се запознава с рускинята Соня Ефремова, която е шивачка в парижката „Гранд опера“. Тя е любимата на Дан Колов, но планираната сватба между двамата не се състои, защото борецът се разболява от туберкулоза.

### Отново в България
През април 1935 г., след прекарани 30 години в чужбина, Дан Колов се завръща в родината си. Отначало остава само до есента, като в този период участва в схватки срещу Реджинал Сики (Абисиния) в София, над Драгичеану (Румъния) в Пловдив, над Сантен (Франция) в Плевен и над някои големи български борци като Тодор Банков (в Стара Загора) и други.
Заминава отново за Париж след покана от Раул Паоли за реванш с Анри Дегла, който освен европейски шампион по свободна борба е вече притежател и на т.нар. „Диамантен пояс на кеча“. Условието е да победи преди това всички останали противници (сред които Кумрин, Боронович и Кварияни). Дан Колов се справя с това и на финала побеждава Анри Дегла, което му носи титлата „европейски шампион“ и „Диамантен пояс на кеча“. Победата е отразена в парижките вестници „Пари Соар“, „Л’Ото“, „Пти Паризиян“, „Еко де Спорт“ и „Ентрансижан“. Във френската преса Дан Колов предизвиква на мач новия световен шампион на кеча, Шикат. След това се завръща в България.
През 1936 г. Дан Колов създава школа по борба в София, носеща неговото име. Той извършва крупни благотворителни мероприятия, организира клуб, в който тренира най-добрите български борци.
Дарява 500 000 лв. на цар Борис III за закупуването на първия самолет на българските пощи. През 1925 г. заедно със своя приятел Хари Стоев подпомага изграждането на Военното летище в Горна Оряховица.
Дан Колов умира в България на 26 март 1940 г. от туберкулоза. Погребват го, по негово желание, в двора на църквата „Св. Иван Рилски“ в родното му село Сенник. Гробът му е обърнат към Балкана – „Балкан срещу балкан“.

## Посмъртно
Всяка година в град Севлиево се провежда турнир по свободна борба в памет на Дан Колов.
Комунистическата власт след 9 септември 1944 г. го награждава посмъртно със званието „Заслужил майстор на спорта“, а от 1962 г. в негова памет Българската федерация по борба устройва Международен турнир по борба „Дан Колов – Никола Петров“.
През 2020 г. Дан Колов е включен в Залата на славата на The Wrestling Observer Newsletter в Class 2020. В класацията намират място кечисти от последните 160 години. С Дан Колов България се нарежда сред 16 страни (до 2020 г.), които имат представители в авторитетната зала на славата.